# Dreiband-Europameisterschaft 1957/1

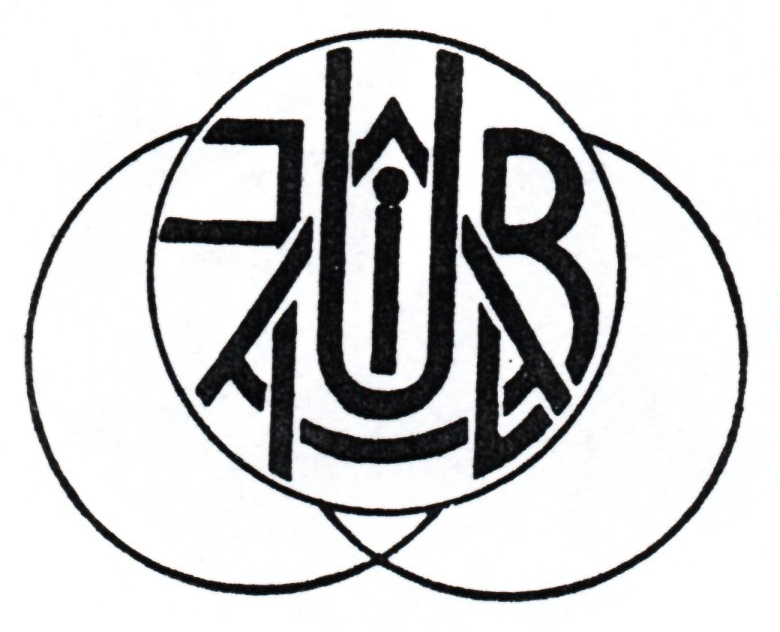
Logo UIFAB (ausrichtender Verband)

Die Dreiband-Europameisterschaft 1957/1 war das 14. Turnier in dieser Disziplin des Karambolage und fand vom 21. bis zum 24. März 1957 in Lissabon statt.

## Geschichte
Aufgrund von Verbandsstreitigkeiten in der Saison 1956/57, zwischen den konkurrierenden Verbänden Union Internationale des Fédérations des Amateurs de Billard (UIFAB) und Fédération Internationale de Billard (FIB), wurden 1957 zwei Europameisterschaften ausgetragen. Im Folgejahr waren die Streitigkeiten jedoch beigelegt und man ging zum üblichen Turnus über.
Erstmals in der Geschichte der EM wurde die portugiesische Hauptstadt als Austragungsort ausgewählt. Der Titelverteidiger René Vingerhoedt nahm nicht an dieser Veranstaltung teil, sondern an der drei Wochen später stattfindenden Parallel-EM in Antwerpen; genauso wie August Tiedtke, Hermann Pompeijus, Ernst Rudolph und Siegfried Spielmann. So wurde der Franzose Bernard Siguret, sonst eher im Mittelfeld zu finden, Europameister. Er musste sich allerdings den Titel mit Vingerhoedt teilen, der die FIB-EM in Antwerpen gewann und damit seinen Titel zum sechsten Mal in Folge verteidigte.
Vor heimischem Publikum schaffte es Jaime Pimenta, Letzter des Vorjahres, Vizeeuropameister zu werden.
Der Österreicher Johann Scherz, bei der letzten EM am Ende der Tabelle rangierend, gewann die Bronzemedaille. Scherz spielte den besten Einzeldurchschnitt (BED) des Turniers. Das scheint ihn derart beflügelt zu haben, dass er ein Jahr später sogar Europameister wurde.

## Modus
Gespielt wurde „Jeder gegen Jeden“ bis 50 Punkte mit Nachstoß/Aufnahmegleichheit.

## Abschlusstabelle
| MP    | Match Points (Sieger = 2; Unentschieden = 1; Verlierer = 0) |
| Pkte. | Erzielte Karambolagen                                       |
| Aufn. | Benötigte Versuche                                          |
| GD    | Generaldurchschnitt                                         |
| BED   | Bester Einzeldurchschnitt eines Spielers                    |
| HS    | Höchstserie                                                 |
|       | Bester GD des Turniers                                      |
|       | Bester ED des Turniers                                      |
|       | Beste HS des Turniers                                       |
|       | 1. Platz (Gold)                                             |
|       | 2. Platz (Silber)                                           |
|       | 3. Platz (Bronze)                                           |

| Endklassement              | Endklassement   | Endklassement | Endklassement | Endklassement | Endklassement | Endklassement | Endklassement |
| Platz                      | Name            | MP            | Pkte.         | Aufn.         | GD            | BED           | HS            |
| -------------------------- | --------------- | ------------- | ------------- | ------------- | ------------- | ------------- | ------------- |
| 1                          | Bernard Siguret | 11:3          | 347           | 511           | 0,680         | 0,892         | 8             |
| 2                          | Jaime Pimenta   | 10:4          | 326           | 512           | 0,637         | 0,769         | 6             |
| 3                          | Johann Scherz   | 8:6           | 320           | 480           | 0,666         | 0,980         | 6             |
| 4                          | João Pereira    | 8:6           | 312           | 508           | 0,614         | 0,819         | 6             |
| 5                          | Egidio Vieira   | 6:8           | 319           | 509           | 0,626         | 0,746         | 8             |
| 6                          | Pierre Hervé    | 6:8           | 323           | 530           | 0,609         | 0,769         | 6             |
| 7                          | António Ventura | 5:9           | 316           | 491           | 0,643         | 0,806         | 5             |
| 8                          | Juan Fontova    | 2:12          | 326           | 541           | 0,602         | 0,757         | 6             |
| Turnierdurchschnitt: 0,634 |                 |               |               |               |               |               |               |